# Saint-Amant-de-Nouère
Saint-Amant-de-Nouère é uma comuna francesa na região administrativa da Nova Aquitânia, no departamento de Charente. Estende-se por uma área de 11,15 km². Em 2010 a comuna tinha 393 habitantes (densidade: 35,2 hab./km²).